# Palazzo Manzoni (Perugia)
Palazzo Manzoni, dal nome degli ultimi proprietari e precedentemente noto con il nome di palazzo Alfani-Ansidei, sorge nella centrale piazza Morlacchi a Perugia, in Umbria ed è uno tra i più importanti esempi di edilizia urbana settecentesca non particolarmente florida nel territorio perugino.
È oggi sede del Dipartimento di Lettere, Lingue, Letterature e Civiltà antiche e moderne dell’Università degli Studi di Perugia.

## Storia
Dalle carte contabili si evince che la famiglia Aureli, tra il 1681 e il 1703, acquistò case, orti e spazi ubicati nella zona del Verzaro, conferendo all’area un nuovo assetto, assai simile a quello attuale. Negli stessi anni il prelato Gregorio Aureli procedette all’accorpamento degli edifici già esistenti, uno dei quali è riconducibile a un’abitazione quattrocentesca, un altro, più significativo e di proporzioni maggiori, al cinquecentesco Palazzo Saracini. Reminiscenze di tali palazzi è possibile riscontrarle nei due ingressi visibili percorrendo il perimetro dello stabile in via del Verzaro. Dalla suddetta unione scaturisce l’odierno Palazzo Manzoni e le relative scuderie, collocate anticamente nella sede dell’odierna Biblioteca Umanistica dell’Università di Perugia, collegati tramite un parterre che trasformò il luogo in una piazza a disposizione non solo dei proprietari, ma di tutta la popolazione. Lo ricorda l’iscrizione apposta su un architrave, “Ad patriae decus”, segno del prestigio della famiglia e della loro politica illuminata. Il Palazzo divenne con il passare degli anni proprietà di altre famiglie, come i Gregari, gli Alfani(il cui capostipite fu Bartolo da Sassoferrato), gli Ansidei - Manzoni, sino al 1960, anno in cui lo stabile venne acquistato dall’Università di Perugia. L’allora rettore Giuseppe Ermini sostenne un importante restauro teso a valorizzare l’edificio, facendone la degna collocazione della Facoltà di Lettere e Filosofia, da poco tornata agli splendori di un tempo in seguito ad una travagliata storia.. L’intento iniziale prevedeva anche l’acquisto delle scuderie che, nel frattempo, erano state sostituite dalle officine Gelsomini: solo nel 1998 questo si rese possibile, allorquando le ultime si trasferirono in altra sede, in linea con i nuovi piani urbanistici e la famiglia Gelsomini si dimostrò ben disposta alla cessione dell’edificio all’Università, sotto l’invito del rettore Giuseppe Calzoni.

## Descrizione

### L'esterno

#### Ingressi secondari

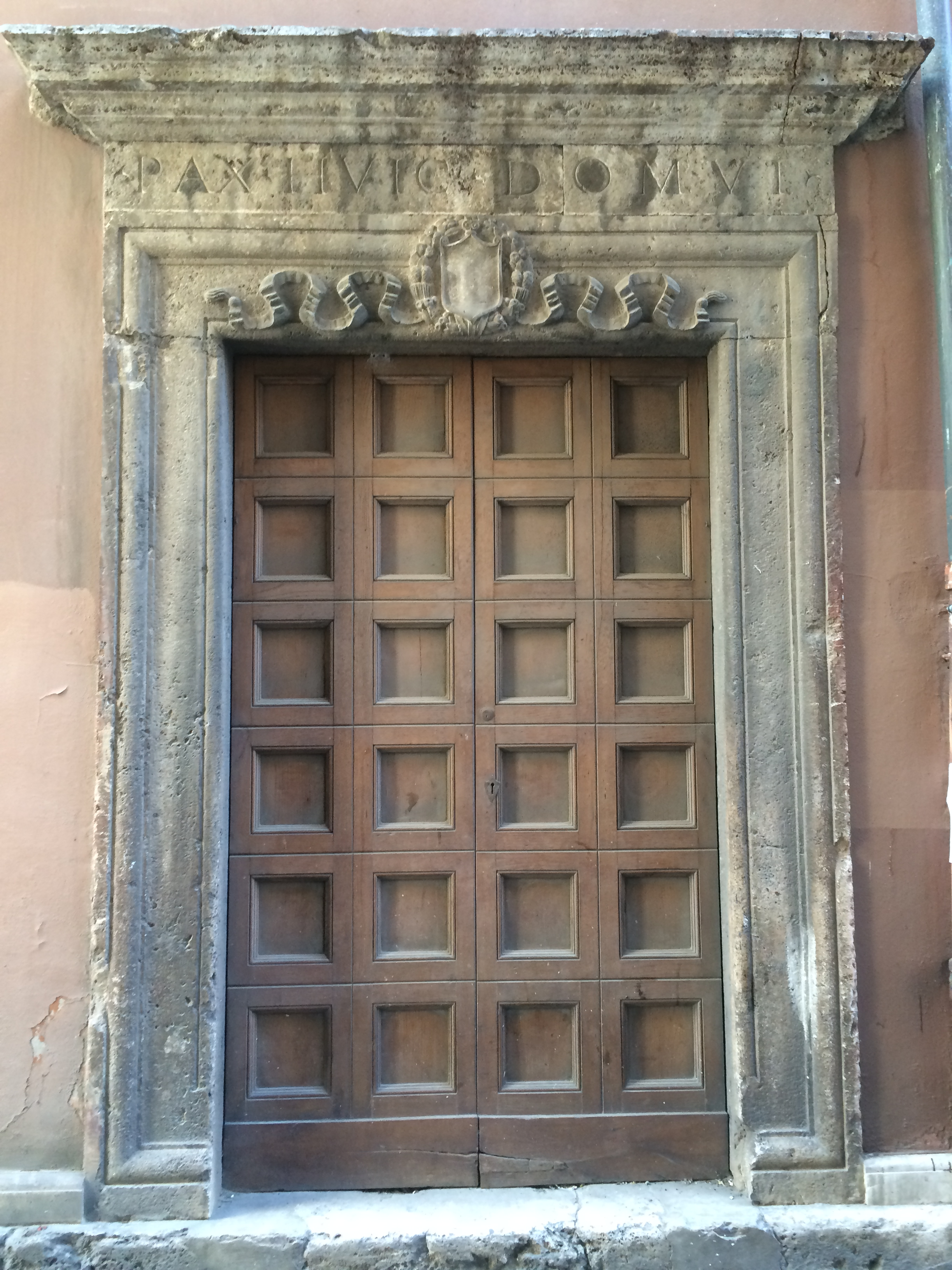
Ingresso secondario di forma squadrata, in via del Verzaro

Il primo ingresso che si incontra seguendo il perimetro del palazzo in Via del Verzaro è riferibile ad un’abitazione quattrocentesca: l'antico portale in travertino di forma squadrata, molto semplice, è decorato nella parte superiore da due nastri che si dipartono da una corona di foglie centrale che in principio doveva contenere uno stemma. Sull'architrave è scritto in carattere capitale "PAX HUIC DOMUI".

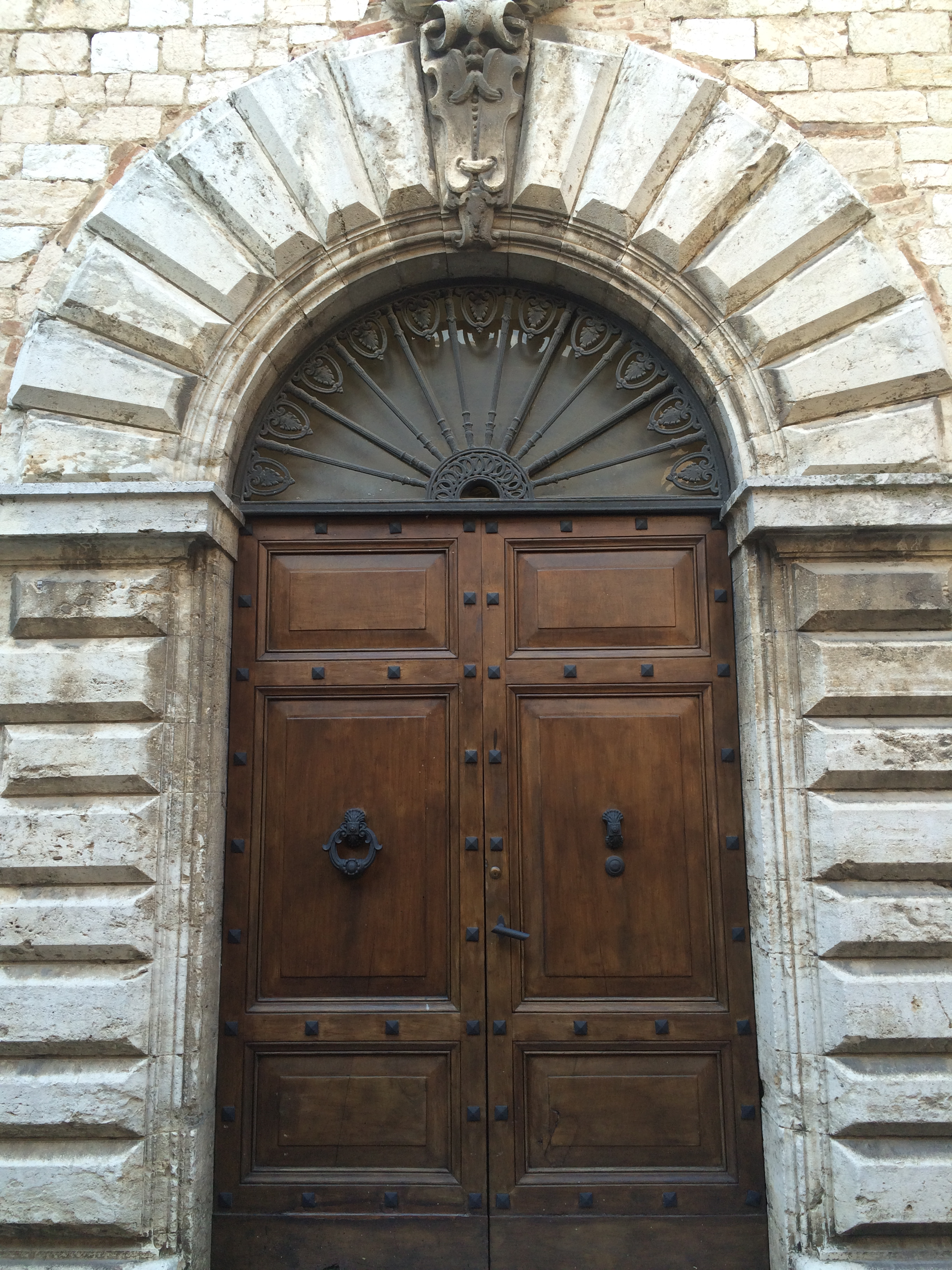
Ingresso arcuato di Palazzo Manzoni, in via del Verzaro

Proseguendo nella via si incontra sul retro un altro ingresso, arcuato e di proporzioni maggiori, riferibile al cinquecentesco palazzo Saracini. Attualmente viene utilizzato come ingresso delle Segreterie Studenti del Dipartimento di Lettere, Lingue, Letterature e Civiltà antiche e moderne dell’Università degli Studi di Perugia ma, al tempo della sua costruzione, conduceva ai locali riservati alla servitù mentre una scala che si trova alla sua sinistra conduceva ai piani superiori.

#### Facciata

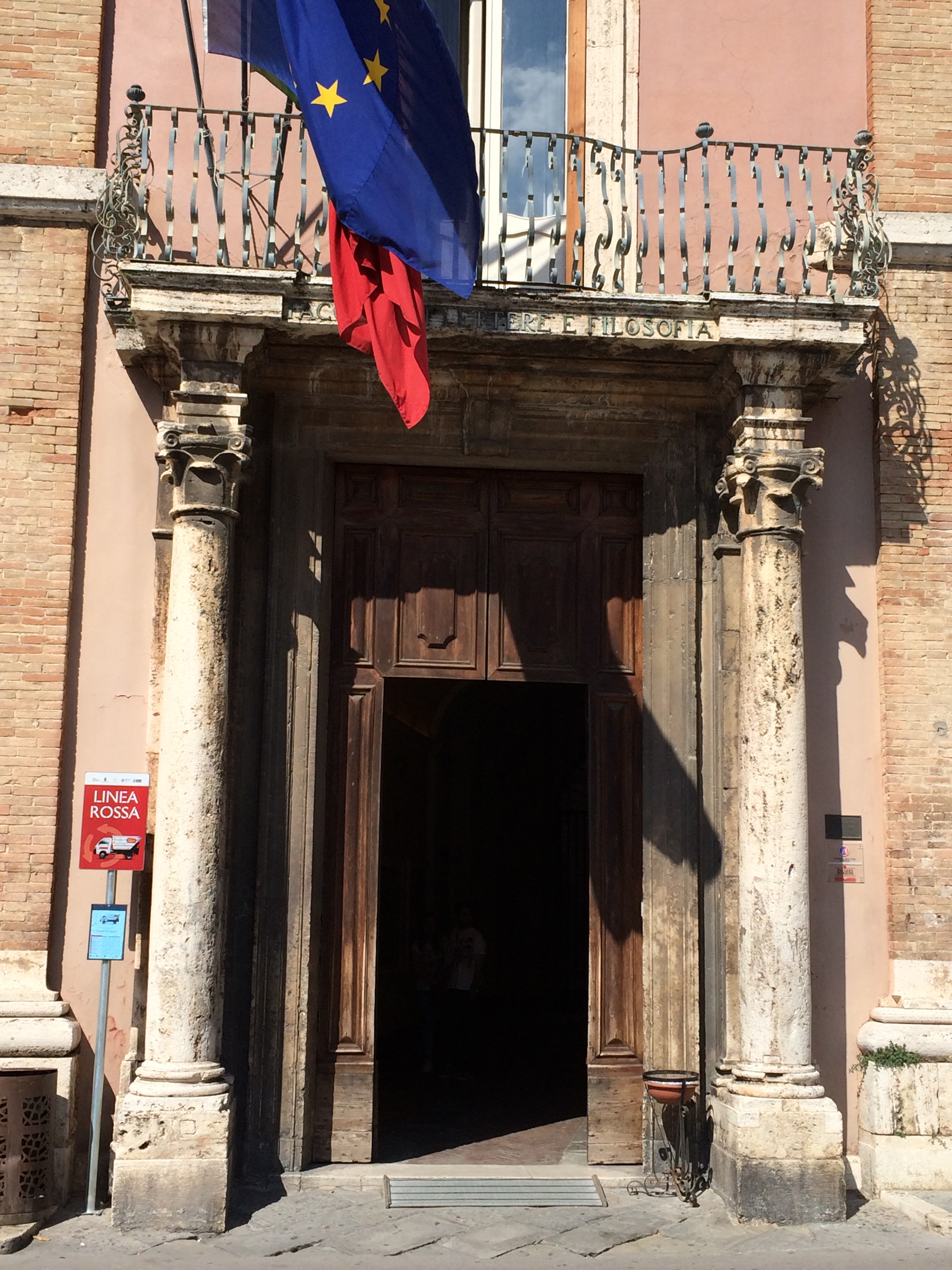
Ingresso principale di Palazzo Manzoni

Lo storico dell’arte Francesco Santi attribuisce il progetto del restauro della facciata e la guida della sua realizzazione all’architetto perugino Pietro Carattoli, una delle personalità più attive sul piano dell’edilizia del Settecento. 
A costui probabilmente si deve non solo l’idea che ha guidato il restauro della facciata, ma anche il piano urbanistico che ha portato alla sistemazione delle scuderie e della piazza antistante.
Maestoso è l’ingresso principale, costituito da un portone incorniciato da due colonne in travertino soggette ad un architrave volto a sostenere un balconcino con una ringhiera di ferro e due pilastri di mattoni che dividono la facciata in tre parti fra loro perfettamente simmetriche. A completamento della facciata si trovano quattro ordini di finestre arricchite con fregi e cornici dello stesso travertino delle due colone. Tra le finestre la più imponente è quella che si affaccia sul balconcino precedentemente citato, sopra la quale è possibile scorgere un fregio a forma di nastro con l’incisione "VNIVERSITA’ DEGLI STUDI".

### L'interno
Varcata la soglia dell’ingresso principale, un corridoio con copertura a botte conduce ad una scala, lungo la quale è riscontrabile la medesima tipologia di volta. La scala portava ai piani superiori dell'abitazione.

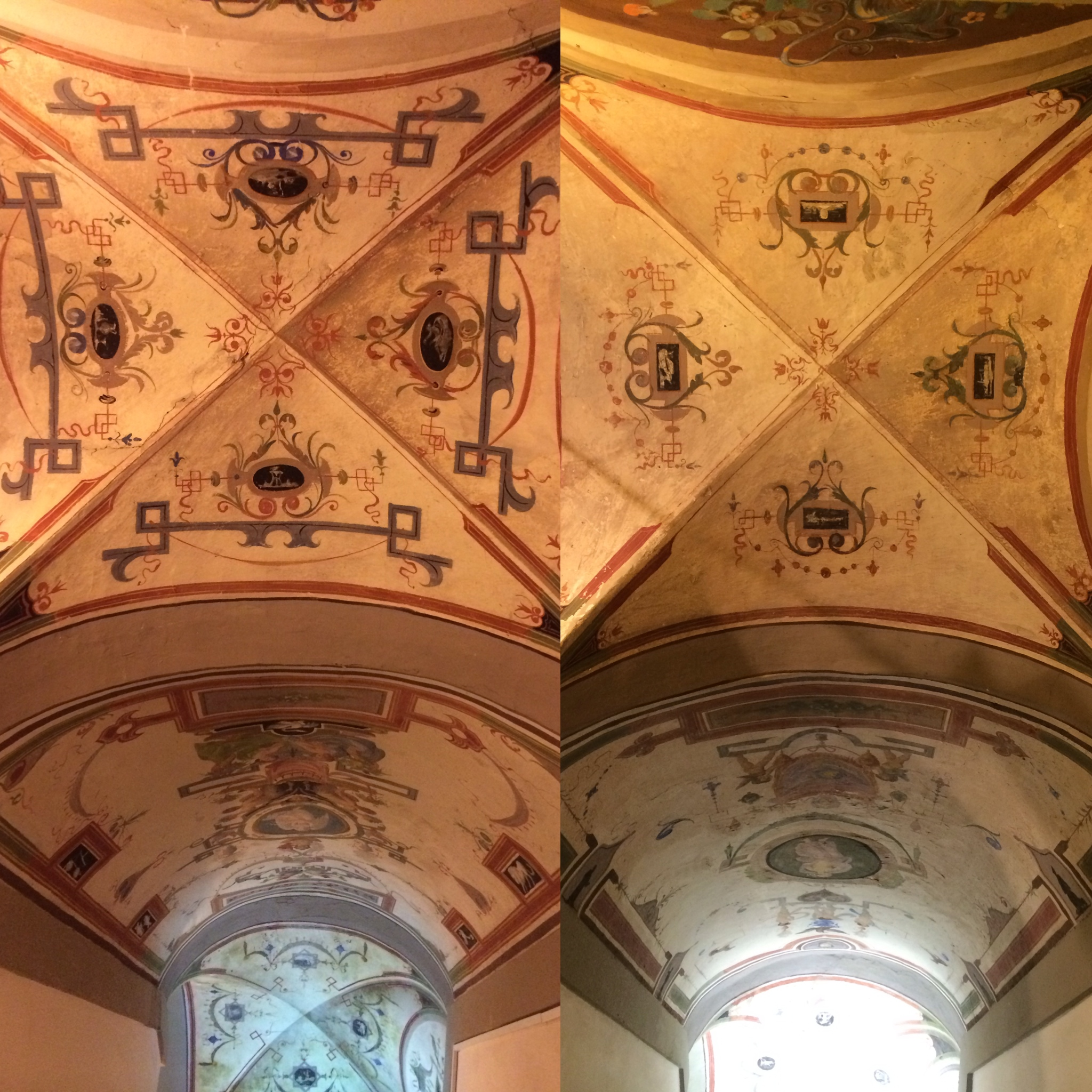
Decorazione a grottesca del XIX secolo della volta delle scale di Palazzo Manzoni

Entrando dall’ingresso arcuato di Via del Verzaro in seguito ad un piccolo corridoio anche questo con volta a botte si apre un atrio che, come le scale, è impreziosito da una decorazione a grottesca del XIX secolo, probabilmente posta sopra un analogo decoro più antico.

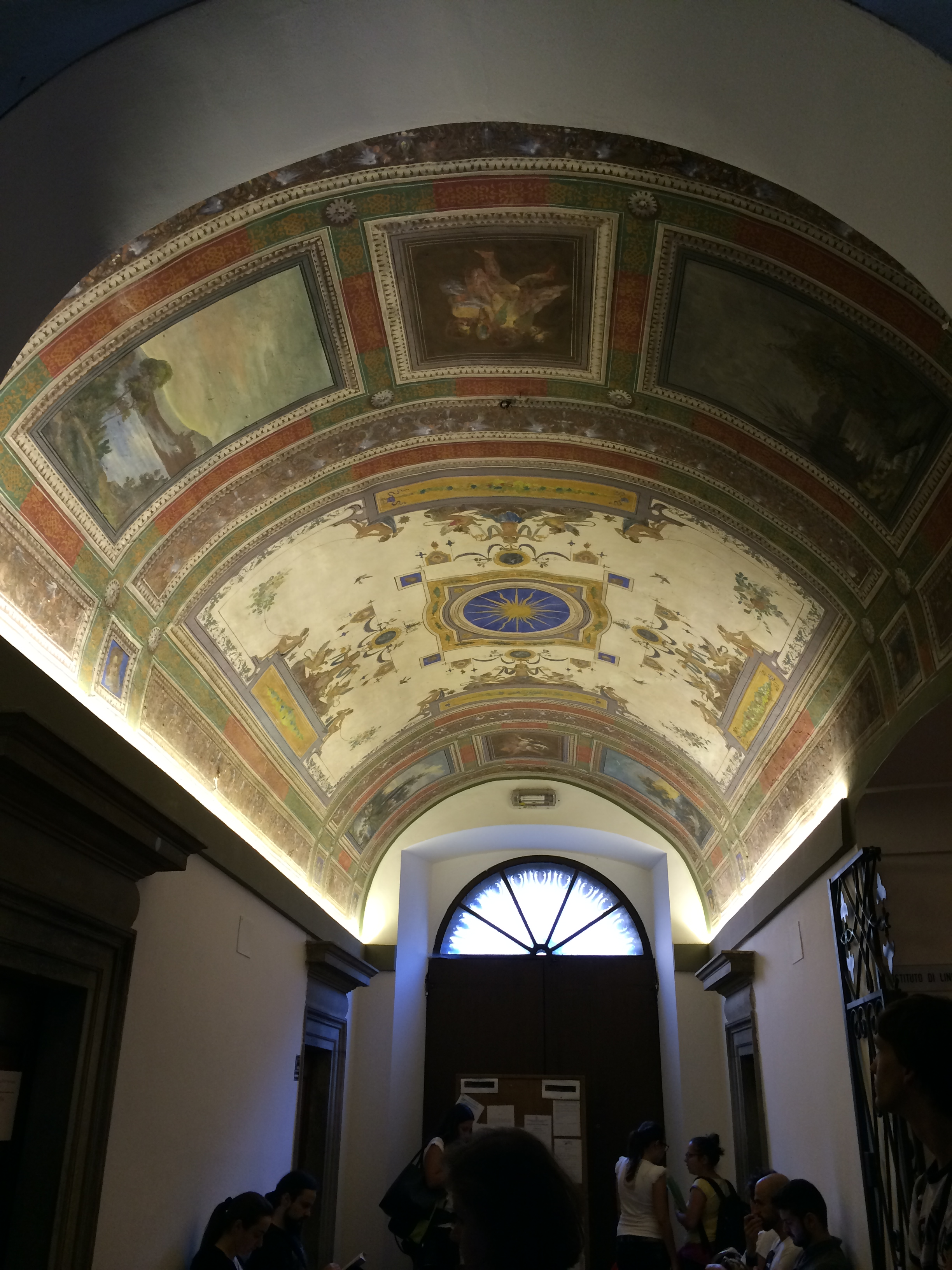
Decorazione a grottesca del XIX secolo della volta dell'atrio di Palazzo Manzoni

Al piano terzo una sala, oggi parte della Sezione di Storia dell'arte del Dipartimento di studi storico-artistici, ospita un fregio ad affresco collocabile nei ai primi anni del XVII secolo, 

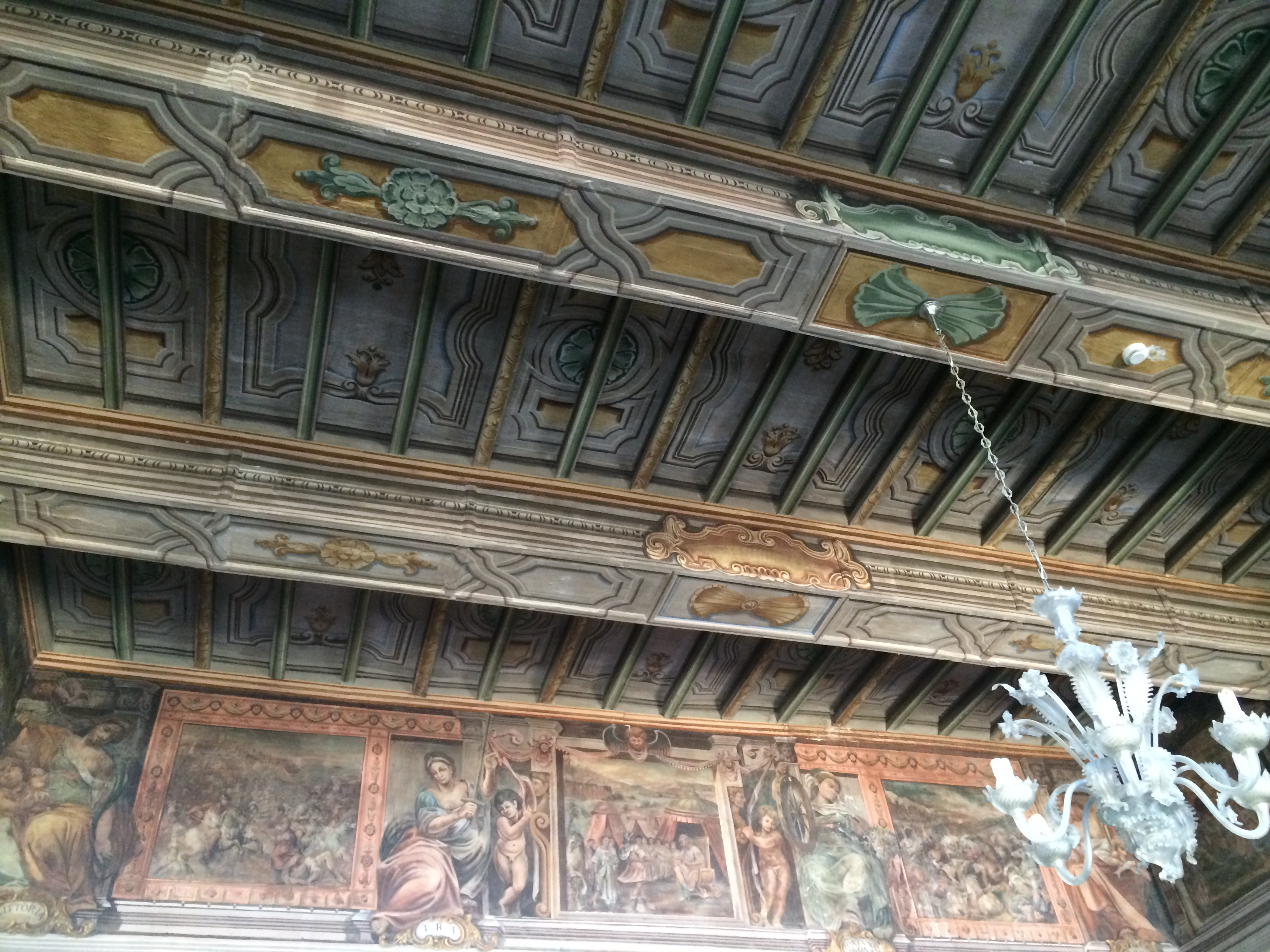
Fregio ad affresco. Sala della Sezione di Storia dell'arte del dipartimento di studi storico-artistici di Palazzo Manzoni

 con episodi tratti dalla Gerusalemme liberata di Torquato Tasso, e ispirato alla Iconologia di Cesare Ripa per le immagini allegoriche frammesse ai riquadri storici.
Le opere più preziose che erano presenti nel palazzo sono in parte elencate e descritte da Baldassarre Orsini, che ricorda:
- la tavola di Pietro Perugino “La Madonna con il bambino e due cherubini”[11];
- la Deposizione di Cristo dalla croce, con Giovanni Battista e la Maria Maddalena, un putto e la Vergine forse opera di Raffaello Vanni;
- Un quadro di Mattia Preti, noto come il cavalier Calabrese[12], rappresentante Giuseppe che spiega i sogni al Faraone, nel quale si segnala un attento uso della tecnica chiaroscurale e, secondo uso tipico dell'autore, le figure tagliate al ginocchio;
- A queste opere si aggiungono rappresentazioni non meno importanti: quelle di Mario de' Fiori, alcune battaglie, fra le quali una di P. Giacomo detto “il Borgognone”[13], ed altri autori tra cui Gian Domenico Cerrini, Pietro Montanini[14], Giovanni Andrea Carlone e Alessio De Marchis[15].

Attualmente nei vari piani del Palazzo sono distribuite le aule, gli uffici, le segreterie amministrative e gli studi dei docenti del Dipartimento di Lettere, Lingue, Letterature e Civiltà antiche e moderne dell’Università degli Studi di Perugia.